# Gave d’Estaing
Der Gave d’Estaing (auch Gave de Labat de Bun genannt) ist ein kleiner Gebirgsfluss im Südwesten von Frankreich, der im Département Hautes-Pyrénées der Region Okzitanien südwestlich der Stadt Lourdes verläuft.

## Geografie

### Verlauf
Der Gave d’Estaing entspringt in der Hauptzone des Nationalparks Pyrenäen im südlichen Gemeindegebiet von Estaing, verläuft durch das Hochtal Vallée de l’Estaing generell Richtung Nordnordost und mündet nach rund 18 Kilometern an der Gemeindegrenze von Bun und Sireix als rechter Nebenfluss in den Gave d’Azun. Ein weiterer Mündungsarm erreicht bereits etwa 150 m stromaufwärts ebenfalls den Gave d’Azun.

### Orte am Fluss
(Reihenfolge in Fließrichtung)
- Les Carrères, Gemeinde Estaing
- Arrouys, Gemeinde Estaing
- Estaing
- Larrode, Gemeinde Arras-en-Lavedan
- Clarabaïch, Gemeinde Sireix
- Le Barraquet, Gemeinde Bun
- Bun
- Sireix